# Stora Stenfly
Stora Stenfly är en sjö i Hofors kommun i Gästrikland och ingår i Dalälvens huvudavrinningsområde.